# Rodica Arba
Rodica Arba, született Rodica Pușcatu (Petricani, 1962. május 5. –) olimpiai és világbajnok román evezős.

## Pályafutása
Három olimpián vett részt (1980, 1984, 1988). Négy érmet szerzett két különböző versenyszámban. Az 1980-as moszkvai olimpián nyolcasban bronzérmet szerzett. Az 1984-es Los Angeles-i olimpián, majd 1988-as szöulin kormányos nélküli négyesben aranyérmet nyert társaival. Szöulban a nyolcas tagjaként ezüstérmes lett. 1981 és 1987 között négy világbajnoki arany-, egy ezüst- és két bronzérmet nyert.

## Sikerei, díjai
- Olimpiai játékok
  - aranyérmes: 1984, Los Angeles (kormányos nélküli négyes), 1988, Szöul (kormányos nélküli négyes)
  - ezüstérmes: 1988, Szöul (nyolcas)
  - bronzérmes: 1980, Moszkva (nyolcas)
- Világbajnokság
  - aranyérmes (4): 1985, 1986, 1987 (kormányos nélküli kettes), 1987 (nyolcas)
  - ezüstérmes: 1983 (kormányos nélküli kettes)
  - bronzérmes (2): 1981 (kormányos nélküli kettes), 1982 (kormányos négyes)